# Michał Superlak
Michał Superlak (ur. 16 listopada 1993) – polski siatkarz, grający na pozycji atakującego. 

## Sukcesy klubowe
Liga polska:
- 2021

Liga niemiecka:
- 2023[3], 2024[4]